# هلسينغبورغ
هلسينغبورغ (بالسويدية: Helsingborg) هي مدينة ومركز بلدية هلسينغبورغ، مقاطعة سكونه، السويد. بحلول عام 2010 كان عدد سكانها 97,122. تقع بالقرب من الأراضي الدنماركية.

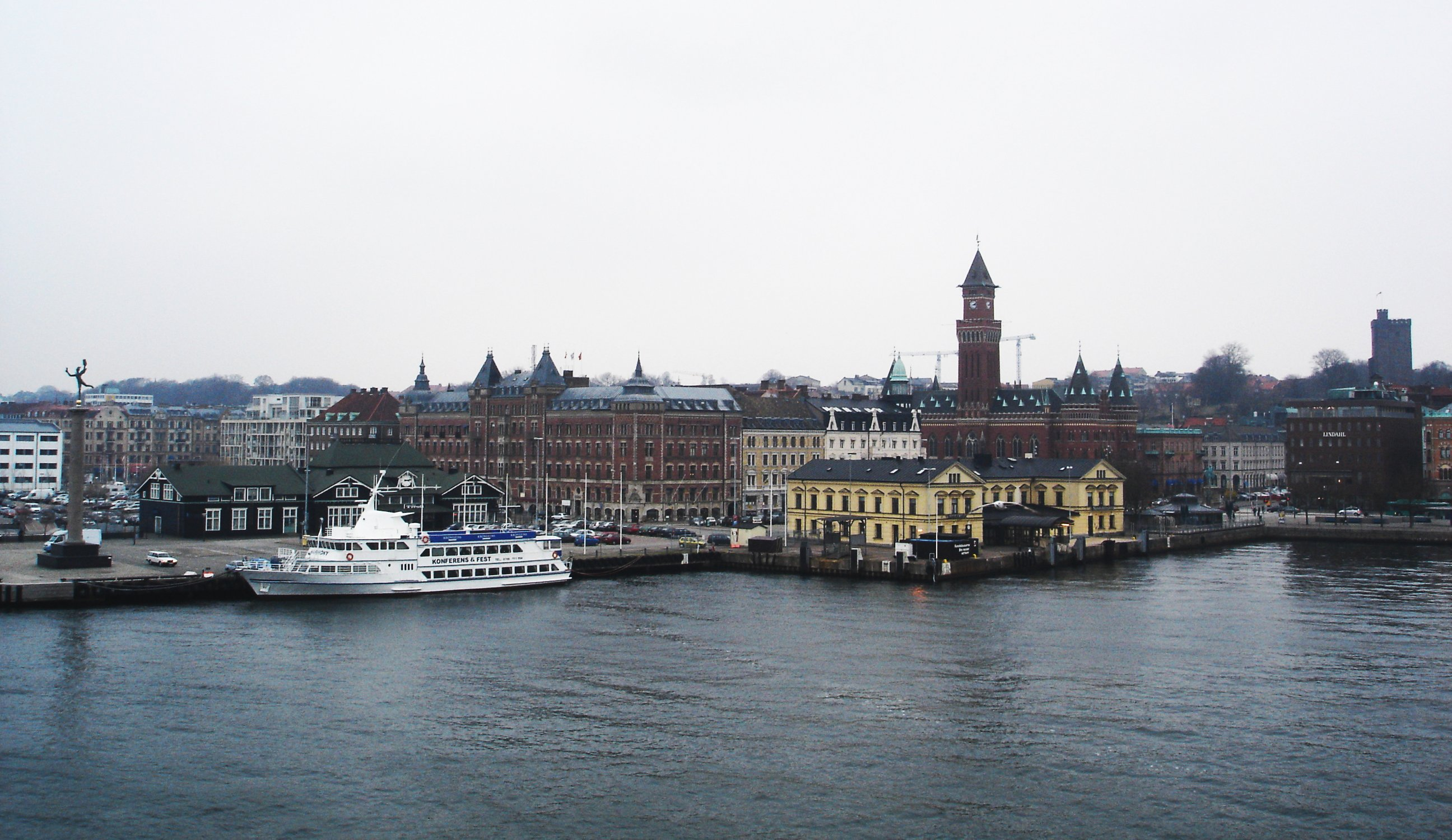

## المناخ
يظهر الجدول التالي التغييرات المناخية على مدار السنة لهلسينغبورغ:
| البيانات المناخية لـهلسينغبورغ                  | البيانات المناخية لـهلسينغبورغ | البيانات المناخية لـهلسينغبورغ | البيانات المناخية لـهلسينغبورغ | البيانات المناخية لـهلسينغبورغ | البيانات المناخية لـهلسينغبورغ | البيانات المناخية لـهلسينغبورغ | البيانات المناخية لـهلسينغبورغ | البيانات المناخية لـهلسينغبورغ | البيانات المناخية لـهلسينغبورغ | البيانات المناخية لـهلسينغبورغ | البيانات المناخية لـهلسينغبورغ | البيانات المناخية لـهلسينغبورغ | البيانات المناخية لـهلسينغبورغ |
| الشهر                                           | يناير                          | فبراير                         | مارس                           | أبريل                          | مايو                           | يونيو                          | يوليو                          | أغسطس                          | سبتمبر                         | أكتوبر                         | نوفمبر                         | ديسمبر                         | المعدل السنوي                  |
| ----------------------------------------------- | ------------------------------ | ------------------------------ | ------------------------------ | ------------------------------ | ------------------------------ | ------------------------------ | ------------------------------ | ------------------------------ | ------------------------------ | ------------------------------ | ------------------------------ | ------------------------------ | ------------------------------ |
| الدرجة القصوى °م (°ف)                           | 11.0 (51.8)                    | 15.3 (59.5)                    | 18.0 (64.4)                    | 26.0 (78.8)                    | 28.1 (82.6)                    | 30.5 (86.9)                    | 31.0 (87.8)                    | 32.4 (90.3)                    | 27.5 (81.5)                    | 22.5 (72.5)                    | 15.5 (59.9)                    | 12.0 (53.6)                    | 32.4 (90.3)                    |
| متوسط درجة الحرارة الكبرى °م (°ف)               | 2.5 (36.5)                     | 2.6 (36.7)                     | 6.6 (43.9)                     | 12.5 (54.5)                    | 16.8 (62.2)                    | 19.7 (67.5)                    | 22.7 (72.9)                    | 22.0 (71.6)                    | 18.1 (64.6)                    | 12.1 (53.8)                    | 7.7 (45.9)                     | 4.1 (39.4)                     | 12.2 (54.0)                    |
| المتوسط اليومي °م (°ف)                          | 0.3 (32.5)                     | 0.4 (32.7)                     | 3.2 (37.8)                     | 6.4 (43.5)                     | 12.1 (53.8)                    | 15.1 (59.2)                    | 18.0 (64.4)                    | 17.7 (63.9)                    | 14.2 (57.6)                    | 9.0 (48.2)                     | 5.6 (42.1)                     | 2.1 (35.8)                     | 8.6 (47.5)                     |
| متوسط درجة الحرارة الصغرى °م (°ف)               | −1.8 (28.8)                    | −1.8 (28.8)                    | −0.3 (31.5)                    | 3.3 (37.9)                     | 7.4 (45.3)                     | 10.6 (51.1)                    | 13.3 (55.9)                    | 13.4 (56.1)                    | 10.3 (50.5)                    | 5.9 (42.6)                     | 3.4 (38.1)                     | 0.1 (32.2)                     | 5.3 (41.5)                     |
| أدنى درجة حرارة °م (°ف)                         | −21.7 (−7.1)                   | −20.5 (−4.9)                   | −18.8 (−1.8)                   | −8.7 (16.3)                    | −1.5 (29.3)                    | 3.0 (37.4)                     | 4.4 (39.9)                     | 5.4 (41.7)                     | −0.1 (31.8)                    | −7.3 (18.9)                    | −10.3 (13.5)                   | −22.0 (−7.6)                   | −22.0 (−7.6)                   |
| الهطول مم (إنش)                                 | 40.6 (1.60)                    | 25.2 (0.99)                    | 37.2 (1.46)                    | 35.7 (1.41)                    | 38.9 (1.53)                    | 47.5 (1.87)                    | 66.1 (2.60)                    | 58.3 (2.30)                    | 55.2 (2.17)                    | 50.9 (2.00)                    | 55.8 (2.20)                    | 48.7 (1.92)                    | 558.3 (21.98)                  |
| المصدر #1: SMHI Average Precipitation 1961–1990 |                                |                                |                                |                                |                                |                                |                                |                                |                                |                                |                                |                                |                                |
| المصدر #2: SMHI Average Data 2002–2015          |                                |                                |                                |                                |                                |                                |                                |                                |                                |                                |                                |                                |                                |

## أعلام
- ديتريخ بوكستيهود
- رولاند نيلسون
- هنريك لارسون
- ألكسندر كاتشانيكليتش
- نيك بوستروم
- نيلز أكسيلسون
- غوستاف السادس أدولف
- كالي سفينسون
- هيلدا كراهوينكيل سبيرلنغ
- نيلز روسين

## وصلات خارجية
- بلدية هلسينغبورغ (بالسويدية)